# Numerais egeus
Os números egeus  foi um sistema de numeração usado pela Civilização Minoica e pela micênica.
| 1       | 2       | 3       | 4       | 5       | 6       | 7       | 8       | 9       |
| .10107; | .10108; | .10109; | .1010A; | .1010B; | .1010C; | .1010D; | .1010E; | .1010F; |
| 10      | 20      | 30      | 40      | 50      | 60      | 70      | 80      | 90      |
| .10110; | .10111; | .10112; | .10113; | .10114; | .10115; | .10116; | .10117; | .10118; |
| 100     | 200     | 300     | 400     | 500     | 600     | 700     | 800     | 900     |
| .10119; | .1011A; | .1011B; | .1011C; | .1011D; | .1011E; | .1011F; | .10120; | .10121; |
| 1.000   | 2.000   | 3.000   | 4.000   | 5.000   | 6.000   | 7.000   | 8.000   | 9.000   |
| .10122; | .10123; | .10124; | .10125; | .10126; | .10127; | .10128; | .10129; | .1012A; |
| 10.000  | 20.000  | 30.000  | 40.000  | 50.000  | 60.000  | 70.000  | 80.000  | 90.000  |
| .1012B; | .1012C; | .1012D; | .1012E; | .1012F; | .10130; | .10131; | .10132; | .10133; |

## Referência externa
- Tabelas Unicodet